# Marit Rasmusdatter Bjørdal
Marit Rasmusdatter Bjørdal “Svamaska”, död 1664, var en norsk kvinna som avrättades för häxeri i Stranda i nuvarande Stranda kommun i Møre og Romsdal fylke i västra Norge.  
Hon och hennes make var välmående fjällbönder. Hon anmäldes 1663 efter att ha varit beryktad för trolldom i tjugo år. Hennes fall är typiskt för de många åtalade, som länge varit beryktade för trolldom och inblandade i konflikter, varefter deras meningsmotståndare blev sjuka.